# Meenakshi Thapar
Meenakshi Thapar (* 4. Oktober 1984 in Dehradun; † 6. April 2012 in Gorakhpur) war eine indische Bollywood-Schauspielerin.

## Leben
Thapar startete 2011 ihre Schauspielkarriere mit dem Hindi-Horrorfilm 404.  Ihre zweite und letzte Hauptrolle hatte sie im Drama Heroine.

### Tod
Im April 2012 wurde Thapar während der Dreharbeiten zu Heroine von ihren Schauspielkollegen Amit Jaiswal und dessen Freundin Preeti Surin entführt. Die beiden forderten Lösegeld in Höhe von 1,5 Millionen Rupien (umgerechnet etwa 22.000 Euro). Berichten zufolge drohten sie der Mutter, dass sie ihre Tochter zu pornografischen Bildern zwingen wollen, falls sie das Lösegeld nicht zahle. Ihre Mutter konnte jedoch nur 60.000 Rupien (umgerechnet 890,90 €) auftreiben. Nach dieser gescheiterten Lösegeldforderung wurde Thapar in einem Hotel in Gorakhpur erwürgt und enthauptet. Ihre Leiche wurde Berichten zufolge zerstückelt und in einen Wassertank gesteckt. Ihr Kopf wurde aus einem fahrenden Bus geworfen. Die Täter wurden durch die Geodaten der SIM-Karte des Opfers ausfindig gemacht.

## Filmografie
- 2012: Heroine
- 2012: Pakauu
- 2011: 404: Error Not Found